# Punto de entrada (informática)
En lenguajes de programación el Punto de entrada (Entry Point en inglés) es el procedimiento de inicio de un programa, en muchos lenguajes de programación, el inicio de un programa se establece por el procedimiento main.

## Uso en la programación
En la mayoría de los sistemas informáticos más populares de hoy en día, tales como Microsoft Windows y Unix un programa de ordenador por lo general solo tiene un único punto de entrada. En los lenguajes C , C++ , D y Kotlin Esta función se llama main; en Java y C# es un método estático llamado main.
Una excepción notable moderna al paradigma-de punto de entrada único es Android. A diferencia de las aplicaciones en la mayoría de los otros sistemas operativos, las aplicaciones de Android no tienen un único punto de entrada - no hay función , por ejemplo. En lugar de un único punto de entrada, tienen componentes esenciales (que incluyen actividades y servicios) que el sistema puede crear una instancia y ejecutar, según sea necesario.
También podemos nombrar al lenguaje de programación Pauscal, que permite establecer uno o más procedimientos de entrada sin necesidad de que este o estos se llamen main.
- Datos: Q2005914